# Kartouche
Kartouche er betegnelsen for en snor, der i ægyptisk hieroglyfskrift som en oval, beskyttende løkke omgiver Faraos tronnavn eller fødselsnavn.

## Oprindelse
Betegnelsen "kartouche" er moderne og man kender ikke ganske oprindelsen. Der er principielt to muligheder: Enten blev betegnelsen overtaget fra de i barokken almindelige indramninger, eller muligvis har Napoleons tropper set ligheden med krudtkarduserne til deres geværer ("cartouches de poudre").
Symbolet er sandsynligvis opstået ud fra hieroglyffen shenu, en løkke med overlappende ender, som stod for evighed, beskyttelse og at omgive.